# 柳忱
柳忱（471年—511年），字文若，河東郡解县人，南朝齐、南朝梁官员。柳元景弟弟柳叔宗之孙，柳世隆第五子，柳悦、柳惔、柳惲、柳憕的弟弟。
柳忱刚刚几岁时，父亲柳世隆、母亲閻氏得重病，柳忱一年照顾父母衣不解带。少年以孝知名。居丧时，以哀痛过度闻名。在南朝齐初任司徒行参军，历任太子中舍人，西中郎主簿，功曹史。
萧衍自雍州起兵，永元二年（500年），萧宝卷派遣巴西郡太守劉山陽经过荊州攻打雍州的蕭衍。荊州的西中郎長史萧颖胄没有定计，夜間召柳忱、席闡文讨论对策。柳忱以为萧宝卷愚暗、蕭衍英雄，力劝蕭穎冑自荆州响应蕭衍。席闡文也劝说归附蕭衍。蕭穎冑于是誘斬劉山陽，将荊州献给蕭衍，柳忱于是担任寧朔将軍。
中興元年（501年），齐和帝即位，任命柳忱为尚書吏部郎，进号辅国将军、南平郡太守。转任侍中、冠军将军，太守如故。转任吏部尚书，没有就任。郢州平定，蕭颖胄议建迁都夏口，柳忱以为長江上游没有平定，不宜轻舍根本，摇动民志。蕭穎冑不从。不久，巴东兵至硖口，迁都之议停止。論者以柳忱有先見之明。
天監元年（502年）、蕭衍建立梁朝，即位为梁武帝，以柳忱为五兵尚書，领骁骑将军。以建国之功，封州陵伯，邑七百户。天监二年（503年），出任安西长史、冠军将军、南郡太守。天监六年（507年），召還建康，担任员外散骑常侍、太子右卫率。没有到任，转任持节、都督湘州诸军事、辅国将军、湘州刺史。天监八年（509年），因为免除軍丁之役問罪丁免官。不久，入朝为秘书监，受位散骑常侍，转任祠部尚书，没有到任得病，武帝下诏改任给事中、光祿大夫，病重没有就任。天监十年（511年），在家中去世，时年四十一岁。追赠中书令，谥号穆。
其子柳範嗣爵。